# Liste des circonscriptions électorales de Cornouailles
 (août 2023).
 (novembre 2017).
Le comté cérémoniel des Cornouailles, qui comprend les îles Scilly, est divisé en six circonscriptions électorales.
Ils sont tous County constituencies.

## Circonscriptions
- † Conservateur
- ‡ Labour
- ¤ Liberal Democrat

| Circonscription        | Électeur | Majorité | Député | Député          | 2nd-placed candidate | 2nd-placed candidate | Circonscriptions électorales, | Carte |
| ---------------------- | -------- | -------- | ------ | --------------- | -------------------- | -------------------- | --- | --- |
| Camborne and Redruth   | 66,944   | 7,004    |        | George Eustice† |                      | Michael Foster‡      | Carrick District Council : Mount Hawke. Kerrier District Council : Camborne North, Camborne South, Camborne West, Constantine, Gweek and Mawnan, Illogan North, Illogan South, Mabe and Budock, Redruth North, Redruth South, St Day, Lanner and Carharrack, Stithians, Wendron. Penwith District Council : Gwinear, Gwithian and Hayle East, Hayle North, Hayle South. | A small constituency. It is situated in the south west of the county, although it borders another constituency located further south west.                                               |
| North Cornwall         | 67,192   | 6,621    |        | Scott Mann†     |                      | Dan Rogerson¤        | North Cornwall District Council : Allan, Altarnun, Blisland and St Breward, Bodmin St Mary’s, Bodmin St Petroc, Bude, Camelford, Camelot, Grenville, Lanivet, Launceston, Marhamchurch, North Petherwin, Padstow and District, Poughill and Stratton, St Endellion and St Kew, St Minver, South Petherwin, Stokeclimsland, Tremaine, Valency, Wadebridge, Week St Mary and Whitstone. | A large constituency in the north of the county. |
| St Austell and Newquay | 76,607   | 8,173    |        | Steve Double†   |                      | Steve Gilbert¤       | Restormel Borough Council: Bethel, Crinnis, Edgcumbe North, Edgcumbe South, Fowey and Tywardreath, Gannel, Gover, Mevagissey, Mount Charles, Poltair, Rialton, Rock, St Blaise, St Columb, St Enoder, St Ewe, St Stephen, Treverbyn. | A medium constituency located in the center of the county. |
| St Ives                | 67,282   | 2,469    |        | Derek Thomas†   |                      | Andrew George¤       | Kerrier District Council : Breage and Crowan, Grade-Ruan and Landewednack, Helston North, Helston South, Meneage, Mullion, Porthleven and Sithney, St Keverne. Penwith District Council: Goldsithney, Gulval and Heamoor, Lelant and Carbis Bay, Ludgvan and Towednack, Madron and Zennor, Marazion and Perranuthnoe, Morvah, Pendeen and St Just, Penzance Central, Penzance East, Penzance Promenade, Penzance South, St Buryan, St Erth and St Hilary, St Ives North, St Ives South. Isles of Scilly. | A medium constituency located in the extreme south west of the county. |
| South East Cornwall    | 71,071   | 16,995   |        | Sheryll Murray† |                      | Phil Hutty¤          | Caradon District Council: Callington, Calstock, Deviock and Sheviock, Dobwalls and District, Duloe, Lansallos and Pelynt, Landrake and St Dominick, Lanteglos and St Veep, Liskeard North, Liskeard South, Looe and St Martin, Lynher, Menheniot and St Ive, Millbrook, Rame Peninsula, St Cleer and St Neot, St Germans, Saltash Burraton, Saltash Essa, Saltash Pill, Saltash St Stephens, Torpoint East, Torpoint West. Restormel Borough Council: Lostwithiel.                                       | A medium-sized constituency found in the south east of the county. |
| Truro and Falmouth     | 73,601   | 14,000   |        | Sarah Newton†   |                      | Simon Rix¤           | Carrick District Council: Arwenack, Boscawen, Boslowick, Carland, Feock and Kea, Kenwyn and Chacewater, Moresk, Mylor, Newlyn and Goonhavern, Penryn, Penwerris, Perranporth, Probus, Roseland, St Agnes, Tregolls, Trehaverne and Gloweth, Trescobeas. | A medium constituency located in the centre of the county. Due to the elongated shape of the county, no constituencies border it to the north or the south despite its central location. |

## Résultats
| 1983 | 1987 | 1992 | 1997 |
| ---- | ---- | ---- | ---- |
|      |      |      |      |
| 2001 | 2005 | 2010 | 2015 |
|      |      |      |      |

### Party breakdown
| Année      | Conservateur Party | Labour Party | Liberal Democrats | Total |
| ---------- | ------------------ | ------------ | ----------------- | ----- |
| 2015       | 6 (100%)           | 0 (0%)       | 0 (0%)            | 6     |
| 2010       | 3 (50%)            | 0 (0%)       | 3 (50%)           | 6     |
| 2005       | 0 (0%)             | 0 (0%)       | 5 (100%)          | 5     |
| 2001       | 0 (0%)             | 1 (20%)      | 4 (80%)           | 5     |
| 1997       | 0 (0%)             | 1 (20%)      | 4 (80%)           | 5     |
| 1992       | 3 (60%)            | 0 (0%)       | 2 (40%)           | 5     |
| 1987       | 4 (80%)            | 0 (0%)       | 1 (20%)           | 5     |
| 1983       | 4 (80%)            | 0 (0%)       | 1 (20%)           | 5     |
| 1979       | 4 (80%)            | 0 (0%)       | 1 (20%)           | 5     |
| 1974 (Oct) | 3 (60%)            | 0 (20%)      | 2 (40%)           | 5     |
| 1974 (Feb) | 3 (60%)            | 0 (20%)      | 2 (40%)           | 5     |
| 1970       | 4 (80%)            | 0 (0%)       | 1 (20%)           | 5     |
| 1966       | 2 (40%)            | 1 (20%)      | 2 (40%)           | 5     |
| 1964       | 3 (60%)            | 1 (20%)      | 1 (20%)           | 5     |
| 1959       | 4 (80%)            | 1 (20%)      | 0 (0%)            | 5     |
| 1955       | 4 (80%)            | 1 (20%)      | 0 (0%)            | 5     |
| 1951       | 4 (80%)            | 1 (20%)      | 0 (0%)            | 5     |
| 1950       | 4 (80%)            | 1 (20%)      | 0 (0%)            | 5     |
| 1945       | 3                  | 1            | 1                 | 5     |
| 1935       | 4                  | 0            | 1                 | 5     |
| 1931       | 3                  | 0            | 2                 | 5     |
| 1929       |                    |              |                   | 5     |
| 1924       |                    |              |                   | 5     |
| 1923       |                    |              |                   | 5     |
| 1922       |                    |              |                   | 5     |
| 1918       |                    |              |                   | 5     |